# Szöllősi István (pedagógus)
Szöllősi István (Arad, 1863. július 22. – Arad, 1951. március 28.) bánsági magyar pedagógus, újságíró, művelődésszervező.

## Életútja, munkássága
Az egyetem elvégzése után Osvát Kálmán szerint Svájcban és Németországban tanult, majd hazatért, s három évig Szegeden, azt követően 32 éven keresztül Aradon volt tanár. Ugyanitt a tanítóképző igazgatója is, amelynek több tankönyvet is írt.
Hatalmas szervezőmunkát végzett a Kölcsey Egyesületben, amelynek az első világháború előtt titkára, 1928-tól 1940-ig főtitkára volt. Titkársága alatt ő bonyolította le az egyesület teljes levelezését: a kor jelentős erdélyi íróival, költőivel (Berde Mária, Tabéry Géza, Olosz Lajos, Kuncz Aladár, Szántó György) és képzőművészeivel levelezett. Munkásságának ez a része pillanatnyilag még ismeretlen, mivel az egyesület levéltára legnagyobb részben máig lappang valahol. Rendszeresen közölt cikkeket, elsősorban színikritikát az aradi lapokban.